# Progressieve metal
Progressieve metal ofwel progmetal is de metalvariant van de progressieve rock (progrock). Kenmerkend zijn de typische drumpatronen met snelle, vreemde tempowisselingen, complexe songstructuren, technisch hoogstaande instrumentale beheersing en nadruk op lange composities, die vaak gevat zijn in conceptuele verhaallijnen. Daarnaast is evenals in de progrock een grote invloed merkbaar uit technische dan wel muziekthematische standaarden uit de klassieke muziek.
Progmetal heet ook wel "The Thinking Man's Metal" (metal van de denkende man), wat niet alleen refereert aan de complexiteit en intelligentie van de muziekstijl, maar ook aan het levende stereotype van de fans.
Begin jaren tachtig was er niet veel publiek voor progmetal, maar daar bracht de hit 'Silent Lucidity' uit 1990 van de Amerikaanse band Queensrÿche verandering in. Een ander succes was het album Images and Words van Dream Theater uit 1992, dat wereldwijd miljoenen keren werd verkocht.
Progmetalbands kunnen qua geluid zeer van elkaar verschillen, en er is een ontelbaar aantal subgenres op te sommen. Invloeden komen uit allerlei hoeken: Tool haalt het onder andere uit de new-age-muziek, Dream Theater uit de jazz, Symphony X gebruikt klassieke muziek, Opeth deathmetal en Devin Townsend ambient.
De scheiding tussen wat "progressieve metal" en metal met "progressieve" elementen genoemd wordt is door deze verscheidenheid aan invloeden steeds moeilijker te maken. 
Progressieve fusion, bijvoorbeeld, lijkt erg op progmetal, waarbij de eerste meer de jazzkant op gaat. Het gaat meestal om instrumentale muziek.
Bands zijn o.a. Liquid Tension Experiment en Planet X.
Daarnaast worden vaak ook bands met een "technisch" metal-geluid in dezelfde adem genoemd als veel progmetal-bands, vanwege het feit dat hun complexe songstructuren eveneens niet onder de standaarden van andere metalstromingen zijn te categoriseren: Death, Sadist en Watchtower zijn hiervan enkele sprekende voorbeelden.
Gothic metal wordt gezien als subgenre van de progressieve metal: voorbeelden hiervan zijn de bands After Forever (hoewel het geluid van deze band ook zeer sterke symfonische elementen bevat), Orphanage en Therion.

## Verwarring omtrent de term "progressief"
Vaak worden artiesten en bands die een categorie-overschrijdend metalgeluid brengen in één en dezelfde adem genoemd. Bands uit fusiongenres als funkmetal, folkmetal, en substromingen uit de alternatieve metal worden soms als progmetal gecategoriseerd. Dit is te begrijpen, maar daarom is dergelijke metal niet strikt genomen "progressieve metal", omdat de songstructuren minder met progmetal van doen hebben: korte songs en ritmisch sterk (maar niet altijd een veelvoud aan tempowisselingen). Vaak is er meer sprake van progressieve invloeden wanneer de songstructuren een meer verhalende en langdradige structuur krijgen, maar ook dan is het moeilijk te zeggen of we dan meteen van "progmetal" spreken.